# Нарежный, Валентин Александрович
Валенти́н Алекса́ндрович Наре́жный (род. 19 июня 1985) — российский легкоатлет, специалист по бегу на короткие дистанции. Выступал на профессиональном уровне в 2005—2012 годах, серебряный и бронзовый призёр чемпионатов России в эстафете 4 × 100 метров, многократный призёр стартов всероссийского значения. Представлял Омскую область. Мастер спорта России.

## Биография
Валентин Нарежный родился 19 июня 1985 года. Занимался лёгкой атлетикой в Омске под руководством тренеров В. П. Иванова и А. Е. Хмелёва, выступал за физкультурно-спортивное общество «Локомотив». Окончил Тюменский государственный университет (2008).
Впервые заявил о себе на всероссийском уровне в сезоне 2005 года, выступив в беге на 60 метров на Мемориале Булатова в Омске — установил свой личный рекорд в данной дисциплине (6,90).
В 2006 году бежал 200 метров на зимнем чемпионате России в Москве и на летнем чемпионате России в Туле.
В 2007 году в беге на 200 метров выступил на зимнем чемпионате России в Волгограде, одержал победу на молодёжном всероссийском первенстве в помещении в Волгограде. На летнем чемпионате России в Туле стартовал на 100-метровой дистанции, вместе с командой Омской области завоевал бронзовую награду в эстафете 4 × 100 метров.
В 2008 году на Мемориале Косанова в Алма-Ате финишировал седьмым и вторым на дистанциях 100 и 200 метров соответственно, в первом случае установил личный рекорд — 10,76. На чемпионате России в Казани стал серебряным призёром в программе эстафеты 4 × 100 метров. Также в этом сезоне получил серебро в беге на 300 метров на Мемориале Булатова в Омске.
В 2009 году в дисциплине 100 метров взял бронзу на международном турнире в Бишкеке. На чемпионате России в Чебоксарах в дисциплине 200 метров занял восьмое место и установил личный рекорд на открытом стадионе — 21,30, тогда как в эстафете 4 × 100 метров получил серебро. Превзошёл всех соперников на чемпионате мира среди железнодорожников в Индии.
В 2010 году на зимнем чемпионате России в Москве с личным рекордом в помещении 21,63 стал пятым в дисциплине 200 метров, показал восьмой результат в эстафете 4 × 200 метров. На летнем чемпионате России в Саранске дошёл до полуфинала в дисциплине 100 метров, занял шестое место в эстафете 4 × 100 метров.
В 2011 году на чемпионате России в Чебоксарах бежал 100 и 200 метров, вновь выиграл серебряную медаль в эстафете 4 × 100 метров.
В 2012 году отметился выступлением на зимнем чемпионате России в Москве и на летнем чемпионате России в Чебоксарах, после чего завершил спортивную карьеру.